# Ночной Дозор Racing
«Ночной Дозор Racing» (или «Дневной Дозор Racing») — компьютерная игра в жанре аркадных автогонок, разработанная российской студией Psycho Craft Studio. Релиз является двумя разными играми (с разными установщиками), гонки за светлых и тёмных соответственно. В игре использованы кадры из фильма.
Вне СНГ игра известна как Night Watch Racing и Mafia Racing

## Краткий сюжет
Обеспокоенная ростом противостояния Дозоров Инквизиция выносит вердикт о запрете применения силовых акций при выяснении отношений Дозоров между собой. Отныне все спорные вопросы должны решаться в ходе гоночных соревнований. И теперь по всей Москве гоняют команды Дневного и Ночного Дозоров с целью любыми средствами добраться до финиша первыми.

## Геймплей
В главном меню игры игрок может выбрать за какой дозор он будет играть, за ночной или дневной, а затем выбрать из этого самого дозора машину с соответствующим героем из фильма: Семёна, Илью и Лену с дневного дозора или Алису, Костю и Дениса из ночного дозора, после чего начнутся гонки. Задача игрока обогнать всех соперников и приехать к финишу первым. Однако это будут усложнять нейтральные машины, которые время от времени будут появляться на гоночной трассе и врезаться либо в игрока, либо в соперников. также имеется мини-тест, по результатам которого игра сама подбирает гонщика, наиболее близкого подходящего под ответы игрока.

## Критика
| Сводный рейтинг       | Сводный рейтинг |
| Агрегатор             | Оценка          |
| --------------------- | --------------- |
| «Критиканство»        | 28 / 100        |
| Русскоязычные издания |                 |
| Издание               | Оценка          |
| Absolute Games        | 35 %            |
| «Игромания»           | 2 / 10          |
| StopGame.ru           | 4,6 / 10        |
| «VRgames»             | 6 / 10          |

Игра получила негативные рецензии в российских игровых изданиях. Absolute Games дал игре 35% из ста, что указывает на оценку «плохо». Алексей Моисеев, писавший свою рецензию для «Игромании», заявил, что любой адекватный человек сразу оценит игру только на единицу и пройдёт мимо неё, и поставил игре двойку. StopGame.ru оценила игру на 4,6 балла из 10. В обзоре сайта «Виртуальные радости» игру ругали за плохие дороги, баги, неудобные повороты, однотипную музыку и звуковое сопровождение, в результате чего играть можно только пару дней, а потом забыть про игру.

Игра не оправдала надежд, но и заносить её в чёрный список рановато. Она сможет доставить удовольствие на пару вечеров. Но только на пару, так как терпеть её недочеты и недоработки долгое время невозможно.— аркада, Гонки Обзор № 76 Ночной Дозор
9 ноября 2018 года PlayGround.ru включил игру вместе с «Брат 2: Обратно в Америку» и «Бумер: Сорванные башни» в список игр по российским фильмам, которые лучше бы никогда не выходили. Роман Епишин, писавший для «3DNews» ругал игру за непутёвое управление и очень скудную графику, которые убивают интерес к игре. Сайт «3DNews» даже не стал выдавать оценку игре.